# Secamone valvata
Secamone valvata är en oleanderväxtart som beskrevs av J. Klackenberg. Secamone valvata ingår i släktet Secamone och familjen oleanderväxter. Inga underarter finns listade i Catalogue of Life.